# K2 Black Panther
K2 Black Panther je glavni bojni tank, ki ga bodo za južnokorejsko kopensko vojsko začeli izdelovati leta 2011.